# St. Paul (Arkansas)
St. Paul est un village situé dans l’État américain de l'Arkansas, dans le comté de Madison.

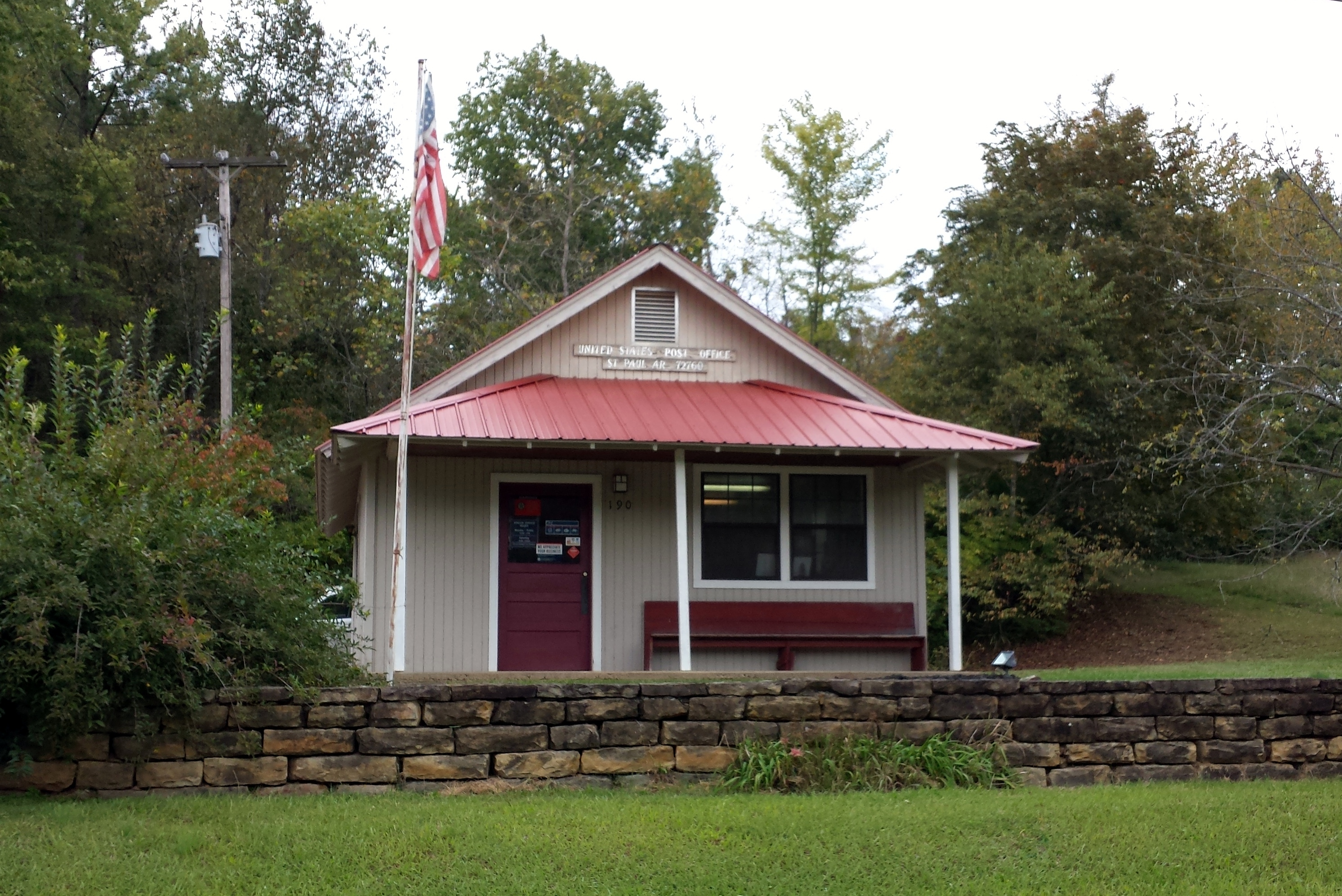
Bureau de poste de St. Paul